# Biserica Sfântul Nicolae din Târgu Ocna
Biserica „Sfântul Nicolae” este o biserică ortodoxă aflată în Târgu Ocna, pe strada Eremia Grigorescu nr. 2. 
Aceasta este recunoscută după data incertă a construcției, unii autori catalogând-o a fi cea mai veche din oraș, din secolul al XVI-lea. Tradiția comunității armene din oraș consemnează că biserica a fost inițial un așezământ armenesc cedată ulterior bisericii ortodoxe în 1846, însă s-a reliefat că stilul arhitectonic și documentele istorice infirmă această informație.
Între 1869 și 1917 a avut o turlă ce ajungea până la cota de 14 m și care a fost utilizată de compania de pompieri a orașului între 1870 și 1880 ca post de observație a incendiilor. Intervenția enoriașilor a obligat primăria să renunțe la utilizarea în acest scop. În 1890 a fost lovită de o descărcare electrică, provocându-i pagube însemnate și necesitând închiderea edificiului timp de două decenii. Deși a fost renovată în perioada 1914–1916, biserica a fost grav avariată în urma bombardamentului din 1917 în contextul Luptei de la Târgu Ocna (iulie–august 1917), fiindu-i demolată turla. A fost renovată cu dificultate începând cu anul 1935. Din 1932 curtea adăpostește „Cimitirul cu tunuri” cu eroi căzuți în timpul Primului Război Mondial.
În contextul unor venituri mici de-a lungul existenței parohiei, biserica s-a ruinat în timp, ajungând în 2021 într-un stadiu de afectare parțială în urma analizei Institutului Național al Patrimoniului. Restaurări sporadice au început din anul 2001.
În prezent face parte din ansamblul bisericii „Sf. Nicolae”, având cod LMI BC-II-m-A-00908.01.

## Istoric

### Construcție

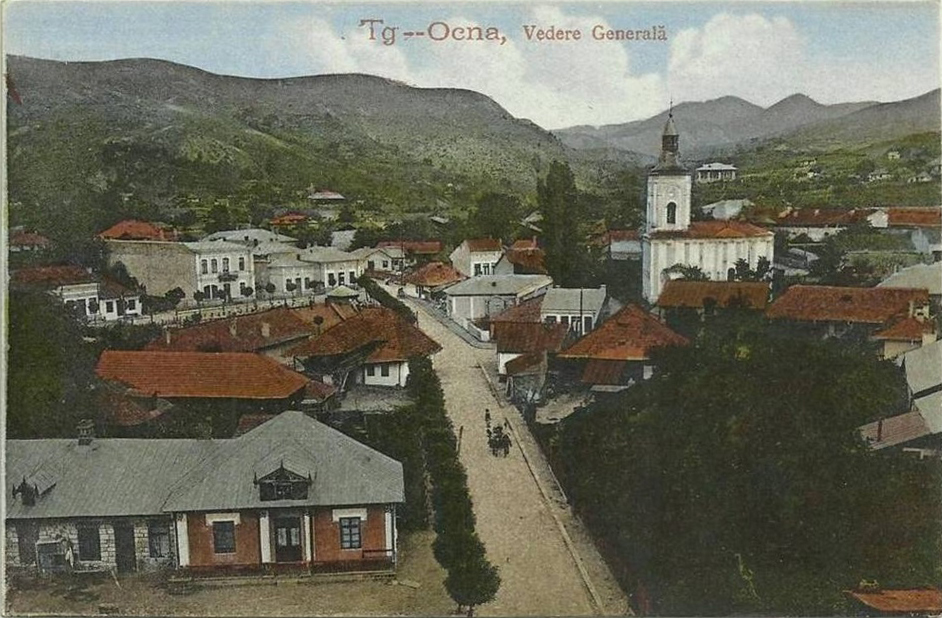
Biserica înainte de Primul Război Mondial, cu turla originală și intrarea în peretele sudic. În prim-plan, stânga, sediul și garajele pompierilor. Aceștia au folosit turla drept post de observație a incendiilor între 1870–1880.

Potrivit istoricului târgocnean Ștefan Pelin, care reproduce informațiile din monografia localității a farmacistului Teodor Săndulescu, biserica este cea mai veche din Târgu Ocna, fiind construită între anii 1568–1572, lucrările decurgând dificil, iar la sfințirea ei au fost prezenți boieri de la domnie și Vodă (probabil Ioan Vodă cel Viteaz), fiind o informație preluată dintr-un înscris de pe un registru vechi al Bisericii Armenești „Sfânta Născătoare” din oraș. Primul meșter care a condus lucrările a fost Iacob Lucasievici, care a lucrat și la biserica din Berzunți (ctitorită de Bogdan al IV-lea Lăpușneanu în preajma anului 1570). La terminarea Bisericii „Sfântul Nicolae” au fost aduși doi pictori din Suceava care au pictat numai o parte din biserică, restul fiind completat cu icoane.
Perioada construcției corespunde cu cea a Bisericii Golia vechi din Iași (1575), reclădită de Vasile Lupu în 1650, când au apărut pentru prima dată elemente arhitecturale specifice ale pilaștrilor cu capiteluri clasice și al ocnițelor, cu care se aseamănă: Biserica „Sfântul Teodor” Curelari și „Sfântul Gheorghe” - Mitropolia veche din Iași (1761), Biserica mănăstirii Răducanu din Târgu Ocna (1762), Biserica „Sfântul Nicolae” din Bălinești (1765), Biserica „Sfântul Nicolae” din Cilibiu (1774), Biserica „Sfânta Treime” din Doljești (1774) și altele în care constructorii moldoveni au îmbinat elementele tradiționale ale pilaștrilor și capitelurilor corintice, cu cele existente în clădirile din Țara Românescă și completându-le cu o decorație vegetală care s-a dovedit o nouă sinteză și artă barocă, care după istoricul amintit, are o valoare reală artistică. Astfel, ansamblul construcției prezintă un amestec de înrâuriri moldovenești, înrâuriri baroce și turcești și influențe muntene, la fel ca la biserica Răducanu din localitate și la cea din Berzunți (1774), caracteristice ultimei părți a secolului al XVVIII-lea.

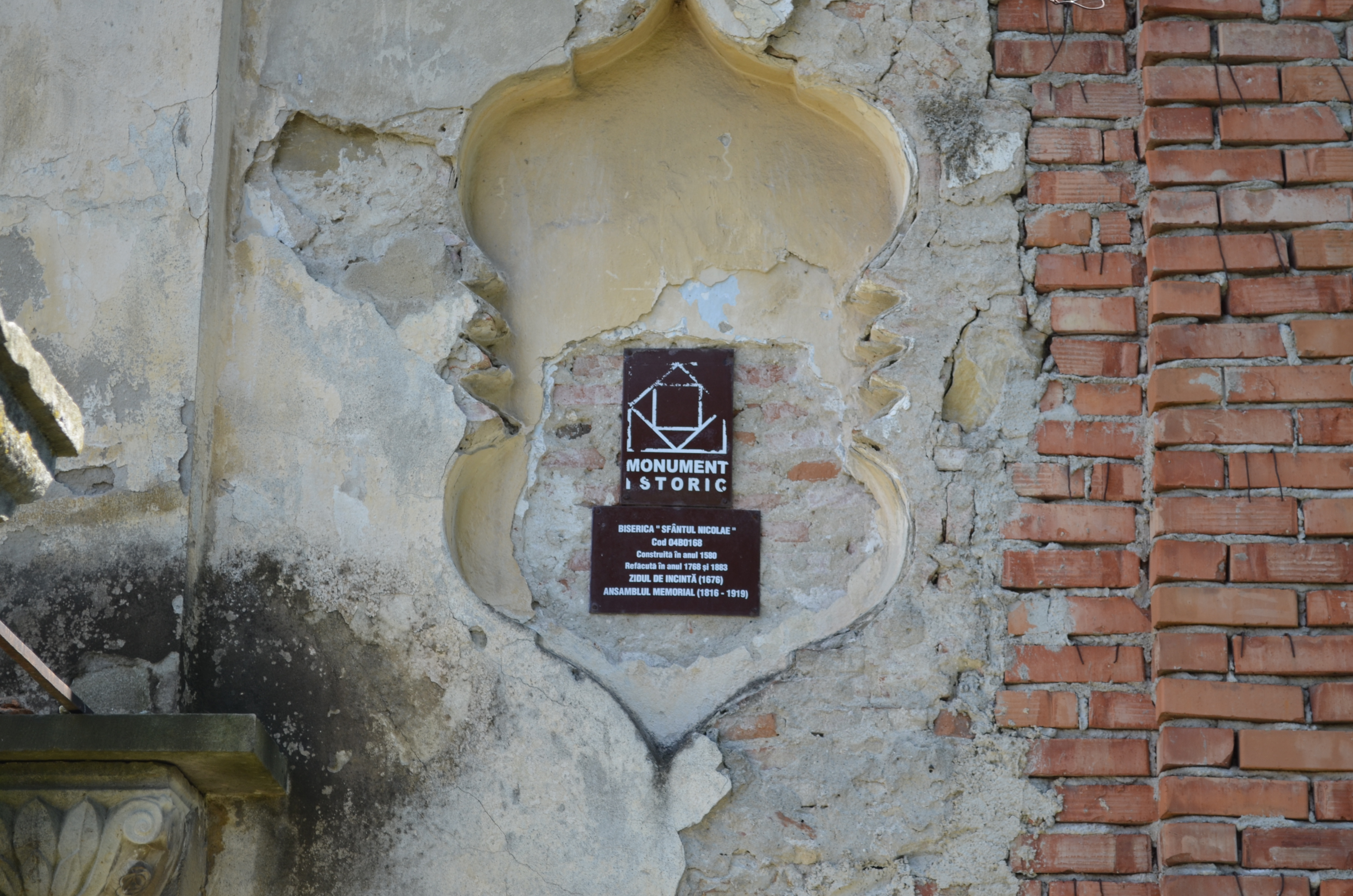
Plăcile explicative de inscripționare pentru monumentul istoric (Institutul Național al Patrimoniului). Se menționează ca an al construcției 1580.

Constantin C. Giurescu și Dinu C. Giurescu au menționat-o în volumul Istoria Românilor din cele mai vechi timpuri până astăzi cu anul construcției 1772. După Nicolae Stoicescu în Repertoriul bibliografic al localităților și monumentelor medievale din Moldova construcția datează din 1758.
Totuși, Pelin a fost de părere că biserica este posibil să fi fost construită înaintea celor două date, fiind mai degrabă contemporană cu biserica veche Golia. Ca argumente, acesta a adus o însemnare de pe un Apostol din 1743 unde reiese că volumul a fost cumpărat de un anume Vasile Rahan și donat bisericii domnești din Târgu Ocna cu hramul „Sfântul Nicolae” în iunie 1766. De asemenea, mai există informația că pentru biserică preotul State a cumpărat Sfinte Liturghii de la preotul Vasile Pelin cu doi lei și două parale, în anul 1761.
Corneliu Stoica, un alt istoric, în monografia orașului a acestuia din 2003 a fost de părere că Vasile Rahan este numele deformat al hatmanului Vasile Ruset, ctitorul bisericii, amintit într-o însemnare din 18 ianuarie 1766 de pe un Triod de Râmnic din anul 1761, aflat la biserica „Adormirea Maicii Domnului” din Râpile (Gura Văii). Cartea a fost donată în 13 martie 1793 de către preotul Toader Harapu din Râpile la biserica din Târgu Ocna. O altă însemnare apare și pe un Antologhion de București din anul 1774.
Gheorghe Blănar a cumpărat 12 mineie de la postelnicul Ioniță Negură și le-a donat bisericii din Târgu Ocna.
În Anuarul Eparhiei Romanului și Hușilor pe anul 1936 s-a scris că biserica are o vechime necunoscută și că din opisul bisericii se constată că Ia 1601 avea drepturi de bezmen și proprietăți. Însă Corneliu Stoica a subliniat că dreptul la bezmen a fost primit printr-un hrisov din 1824.
După alte surse biserica a fost inițial armenească și a fost transferată ortodocșilor în anul 1846. Stoica a declarat că tradiția s-a născut probabil din dorința comunității armene de a-și atribui o vechime foarte mare în Târgu Ocna acreditând ideea că prima biserică, din secolul al XVI-lea, ar fi fost armeană.
Tot Stoica a menționat că alte documente existente și caracteristicile arhitectonice infirmă ideea de cea mai veche biserică sau că a fost inițial armenească. După acesta existența cărții de la biserica armenească nu este confirmată de niciun istoric armean consacrat și nu s-a găsit o referire la sursă în nicio arhivă din țară. Asemănarea cu bisericile Curelari, Răducanu, Horecea (1766) și Berzunți o încadrează ca vechime în secolul al XVIII-lea.
Există informația că în 29 iulie 1758 domnul Scarlat Grigore Ghica a dat voie preotului Vasile Harapu să facă o biserică în oraș. Construcția a durat mai mulți ani iar cel mai vechi pomelnic, din anul 1767, i-a menționat ca ctitori pe hatmanul Vasile Ruset și preotul Vasile Harapu. A fost terminată în anii 1772–1774, dar a avut transformări repetate în secolul următor.

### Descriere
Este construită din piatră tip gresie și cărămidă, lipsită de contraforți, fiind simplă, pe plan trilobat și triconc și o singură turlă deasupra pronaosului, turla de acest fel fiind un element specific.
Conform informațiilor lui Ștefan Pelin, preluate de la Teodor Săndulescu, prima catapeteasmă a fost adusă de la Lemberg (pe atunci în Regatul Poloniei ori în Uniunea statală polono-lituaniană) în timpul domniei lui Bogdan al IV-lea Lăpușneanu (1568–1572) și a fost achitată în natură cu vite cumpărate din ținutul Lăpușnei.
A doua catapeteasmă (sau prima, din punctul de vedere al lui Corneliu Stoica) a fost adusă în jurul anului 1786 din Italia și a fost mutată la Biserica „Adormirea Maicii Domnului” (capela cimitirului mare al orașului) în 1960 și a ars în anul 1962. Din ea se mai păstrează doar două icoane împărătești care se află în prezent tot în capelă.
A treia catapeteasmă, cea actuală, a fost adusă în anul 1979 de la paraclisul Bisericii ortodoxe „Sfântul Nicolae” din Bacău și datează din anul 1871.
Absida de la altar este largă și are o singură fereastră, asemănându-se cu cele de la Răducanu, Berzunți, Târgu Trotuș și altele.
În stânga se află o nișă obișnuită a proscomidiarului cu o ocniță mică și un crenel ce se termină în exterior în formă de cruce. Un crenel asemănător se află și în firida din partea dreaptă. În altar se mai găsesc două ocnițe mici.
Naosul este boltit. O calotă sferică largă se sprijină pe patru arcuri în consolă și pandantive care se termină în partea de jos cu piatră sculptată artistic. Absidele laterale sunt discrete și au câte o fereastră. Două coloane rotunde de piatră cu capiteluri susțin arcadele și peretele despărțitor dintre naos și pronaos.
Pronaosul are o formă pătrată și este luminat de o fereastră în partea de sud. La acesta iese în evidență bolta care se înalță pe două rânduri cu patru arcuri. Respectivele arcuri console și pandantive se termină cu piatră sculptată la fel ca la naos.
Peretele care separă pronaosul de naos este susținut de două coloane groase cu capiteluri înflorite. Nu are pridvor și nu este zugrăvită în interior.
Biserica este tencuită atât în interior cât și exterior și nu mai are pictură. Singura dovadă că biserica a fost pictată este icoana ce îl reprezenta pe Sfântul Nicolae și care se afla în exterior, deasupra ușii de la intrare din partea de nord.
Potrivit lui Teodor Săndulescu, a existat un policandru cumpărat din Grecia și adus de călugării de la Mănăstirea Iviru, dar care astăzi nu mai există.
Elementul specific și interesant, în opinia lui Pelin, este existența pilaștrilor ușor proeminenți și fără rol portant terminați la mijloc și aproape de cornișă cu capiteluri corintice și neodorice (ultimul stil prezent și la baze) sculptate rudimentar deasupra cărora se află o cornișă ornamentală. Fațadele au stil baroc.
În partea superioară, între capiteluri, se află ocnițe mici în formă de cruce și rol de frize, iar la aproximativ jumătatea zidului, la nivelul ferestrelor, în spațiul rămas liber între pilaștri se află ocnițe alungite armonios cu forme variate, cu acolade turtite.
Biserica a fost înconjurată cu un zid care, în parte, există și astăzi. Zidul figurează cu cod LMI BC-II-m-A-00908.02, făcând parte din ansamblul bisericii „Sf. Nicolae”, având cod LMI BC-II-a-A-00908.

### Activitate

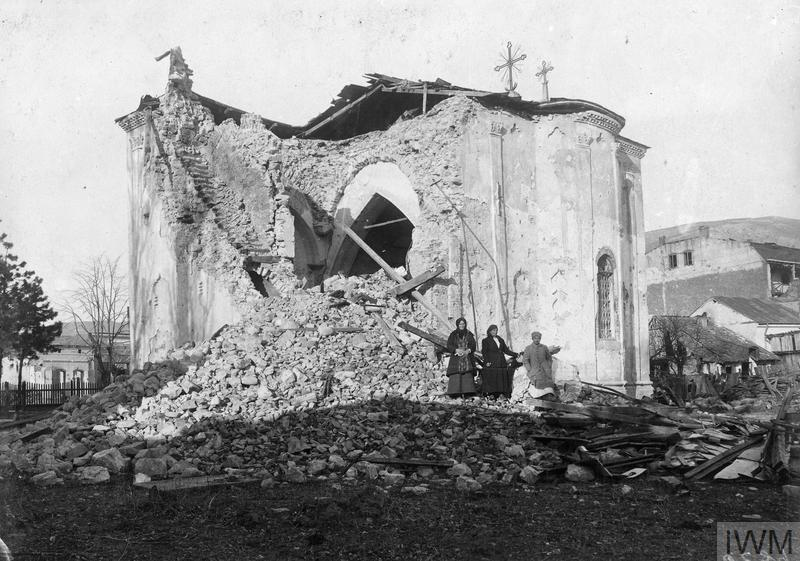
Biserica bombardată în 1917, având turla complet demolată și o parte din pronaos avariat.

În 10 iunie 1789, ierei Toader, parohul bisericii, Hristea Olercar și Leondie Popovici, vameș din Grozești, au susținut că o marfă ce consta în sticlărie a lui Dumitru Lazăr din Brașov, care a fost descărcată la dugheana jupânesei Todoroaia, a ars când au venit turcii și au dat foc orașului.
În alte documente s-a amintit de foarte multe dughene construite în apropierea bisericii și care îngustau drumul aflat în proprietatea acesteia. Mulțimea prăvăliilor în proximitatea bisericii este explicată prin existența pieței tot în apropiere dar și a drumurilor comerciale dinspre Brașov și Ghimeș cu direcția spre Iași și Galați.
În catagrafia din 1820 au fost trecuți doi scutelnici ai preotului Toader Harapu de la această biserică.
În 1836, hatmanul Alexandru Aslan a cumpărat un han „în dosul bisericii Sf. Nicolae”.
Într-un opis ce cuprinde 26 de documente referitoare la proprietățile bisericii, rezultă că aceasta avea puține locuri și case în oraș în scopul încasării bezmenului. În 1802 biserica avea venitul cotului din târg, la data respectivă fiind „în cea mai proastă stare”. La 6 iulie 1824 domnitorul Ioniță Sandu Sturdza, văzând că biserica „nu avea un venit... cu care să se ajutoreze la trebuințele și cheltuelele și cele neapărate, spre a se aduce stare și îmbunătățire...” a acordat „venitul cotului din Târgu Ocna care să aibă a lua după rânduiala aceeași ce să urmează și pe la alte târguri...”. Ulterior, așezământul putea să arendeze venitul cotăritului.
În anul 1869 s-a construit turnul din pronaos, cu o înălțime de 14 m, funcționând și ca post de observație pentru pompieri în perioada 1870–1880, motiv pentru care s-a modificat acoperișul. După intervențiile repetate ale enoriașilor, primăria nu a mai folosit turnul în acest scop. În anul 1890 clădirea a fost lovită de un fulger care i-a provocat pagube și a fost ulterior închisă timp de două decenii.
Mănăstirea Precista din oraș a încercat să-și subordoneze biserica „Sfântul Nicolae” și să-i acapareze proprietățile, mai ales clădirile și terenurile date în arendă. După anul 1893, a devenit filiala bisericii Precista, rămânând astfel până în prezent.
De-a lungul timpului a deținut mai multe clopote, unul din 1768, unul mare din 1807 și un altul mic din 1866. Primul și ultimul au fost duse la biserica „Precista”.
În perioada 1914–1916 s-au făcut unele reparații sub îndrumarea preotului Arghir Goagă. Acestea au constat în consolidarea turnului, pereților, mutarea intrării de la peretele sudic la cel nordic, înlocuirea ferestrelor, facerea acoperișului cu tablă, tencuirea și zugrăvirea în interior, curățarea stâlpilor de piatră din interior. Lucrările au fost întrerupte de intrarea în Primul Război Mondial (1916).
Biserica a fost avariată din nou la bombardamentul din 1917, prin demolarea turnului și parțial a restului clădirii, fiind închisă până în 1935, deși demersurile pentru reparații au început din anul 1920. În 1935 au fost obținute fondurile necesare restaurării. Turla a fost refăcută tot deasupra pronaosului și cu acoperișul de tablă zincată.

#### Stare
În prezent biserica nu este zugrăvită în interior și deține un muzeu cu obiecte de veșmânt bisericesc și un fond de carte veche românească.
Fondul de carte veche cuprinde 44 de exemplare, din care una din secolul al XVII-lea, 17 din secolul al XVIII-lea și 26 din secolul al XlX-lea, cele mai vechi sunt: Apostol din 1683, Triod din 1731, Apostol din 1743 și Penticostar din 1743. 11 au fost tipărite în București, 10 în Buda, 10 în Mănăstirea Neamț, 5 în Iași, 3 în Râmnic, două în Sibiu, una în Blaj și una în Sankt Petersburg. După tipuri există: 11 de Viețile Sfinților, 7 de Mineu, 4 de Liturghie, 3 de Penticostar, două de Antologhion și câte un Octoih Mare, Octoih Mic, Psaltire, Molitvenic, Stratnic, Typicon și Noul Testament. O Evanghelie bilingvă (chirilică și greacă) este din 1840 și a fost obținută de la Mănăstirea „Precista”.
Necesită lucrări ample de restaurare din cauza mișcărilor seismice din ultimele decenii. În 2001 s-au început sporadic lucrări de reabilitare în interior prin adăugarea de proptele în tavan, dar cu o perioadă limitată de exploatare. În anul 2007 biserica se afla într-o stare aproape de ruină, cu tencuială căzută și cărămizi lipsă sau vizibile, măcinate de acțiunile mediului. S-a estimat că este nevoie de 9 miliarde de lei vechi pentru rezolvarea problemelor.
Potrivit unui articol Adevărul din 2007, autoritățile nu găsesc fonduri pentru restaurare. În același an biserica beneficia de reclamă internațională alături de mănăstirile din nordul Moldovei prin intermediul unor companii de turism și explorări istorice din Italia, Franța și Germania.

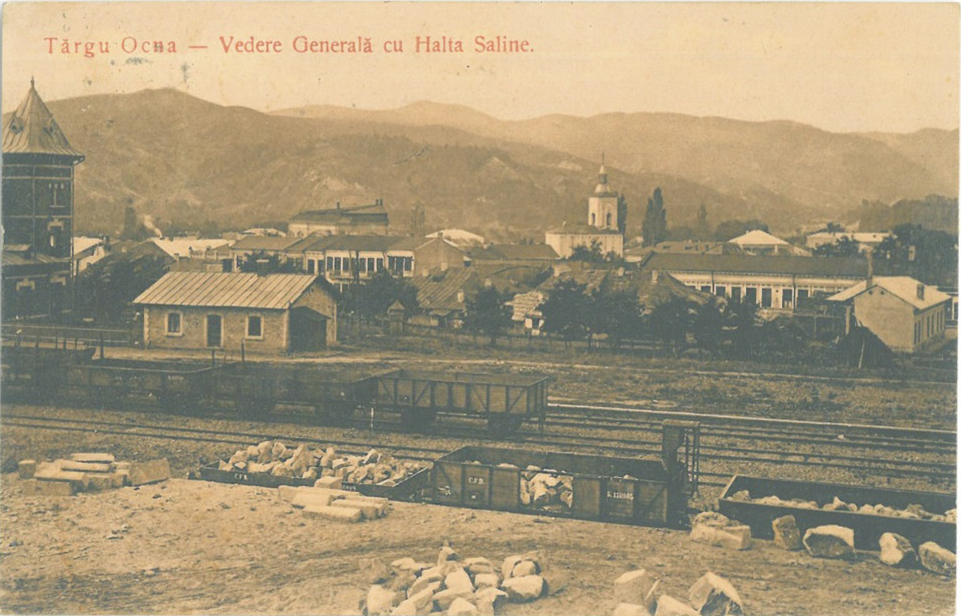
Biserica văzută de la Gara Salina, cu turla originală
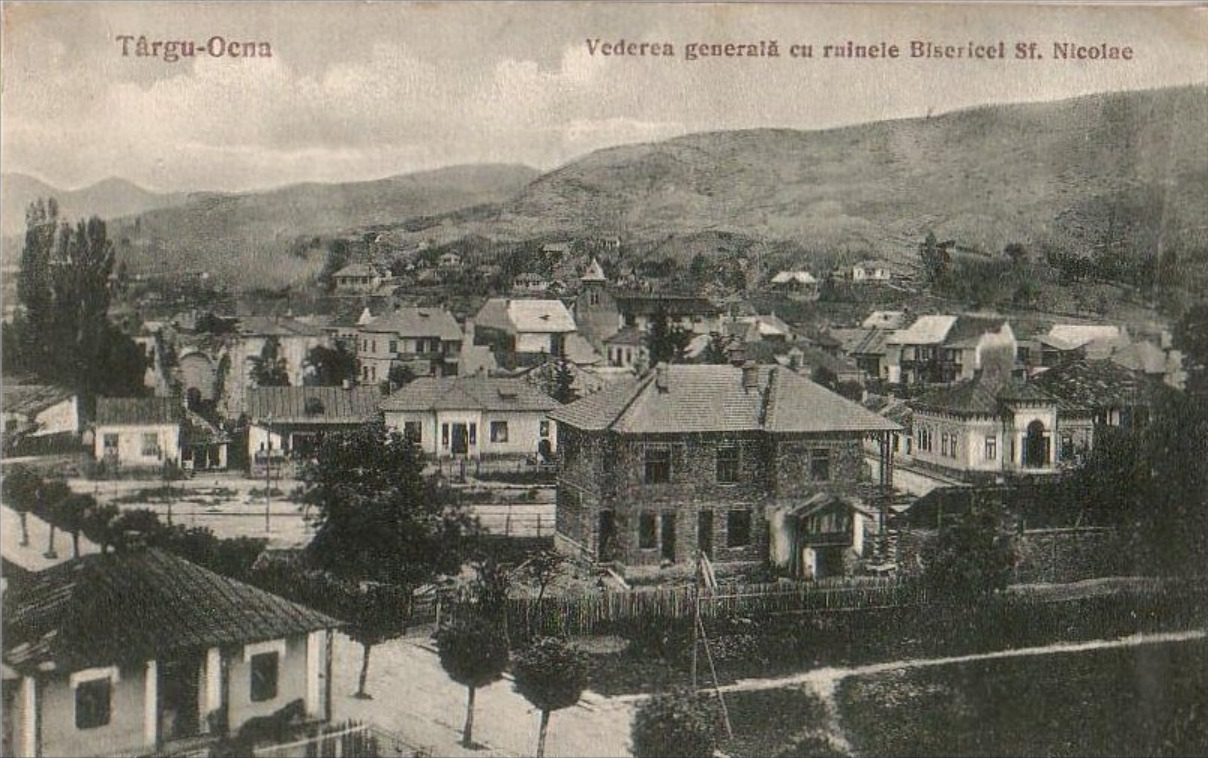
Biserica avariată, în planul depărtat din stânga. Fotografie din anul 1920.
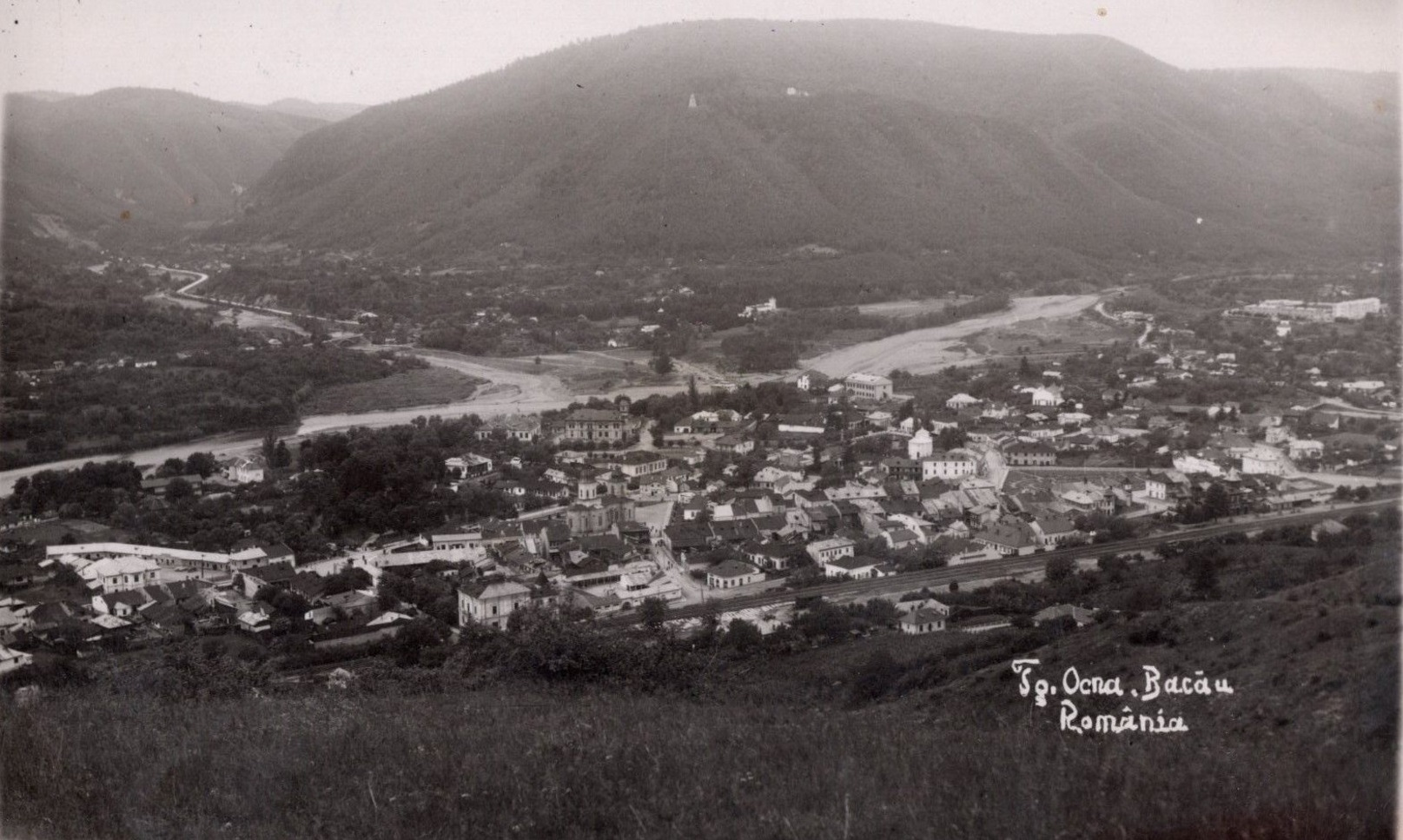
Vedere de sus a orașului, biserica poate fi văzută în zona din centru, cu turla reconstruită sumar. Fotografie din anul 1940.

### Amplasament
Biserica se află în prezent în centrul orașului, spre nord-vest.

### Cimitirul eroilor din Primul Război Mondial
În aceeași incintă, lângă peretele nordic, se află acum și monumentul, cimitirul și osuarul eroilor căzuți în timpul Primului Război Mondial, cunoscut și sub numele de „Cimitirul cu tunuri”. Pe monument se află și două panouri pe care sunt înscrise numele eroilor căzuți în Războiul de Independență al României.
La intrarea spre biserică, în fața monumentului eroilor, există două tunuri folosite în Primul Război Mondial.

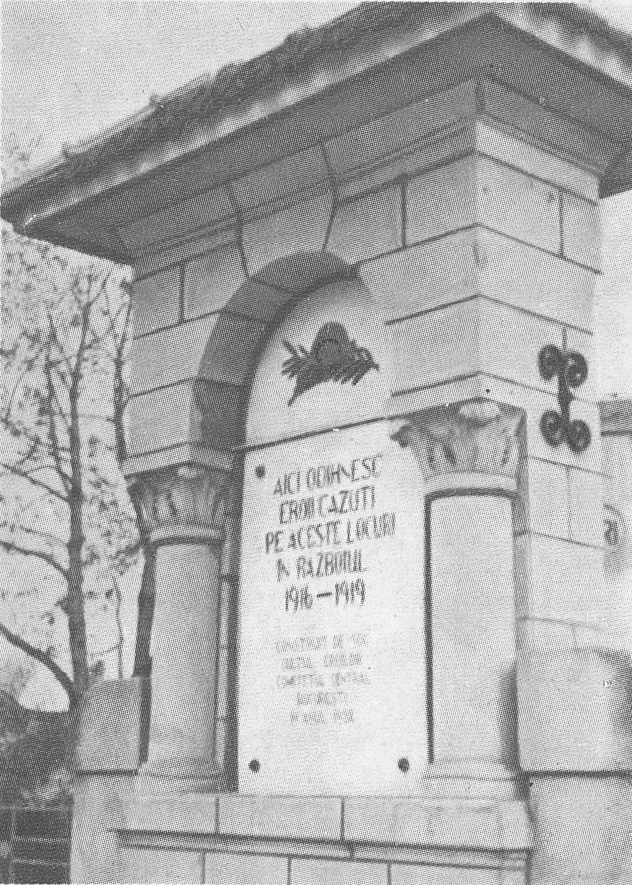
Coloana din piatră cu placa de marmură din zidul incintei bisericii (înainte de 1980).
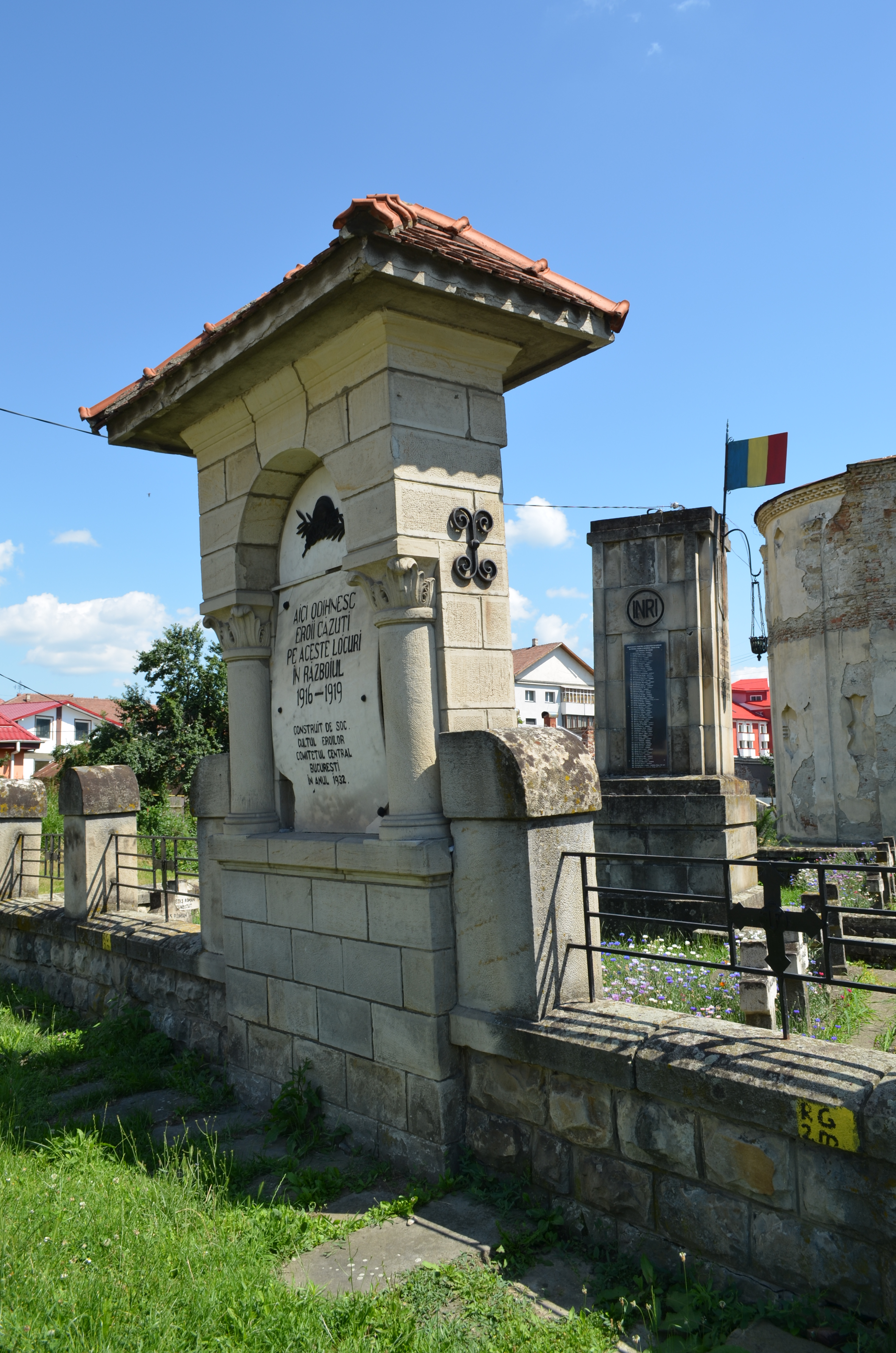
Aceeași coloană din piatră, în 2013.
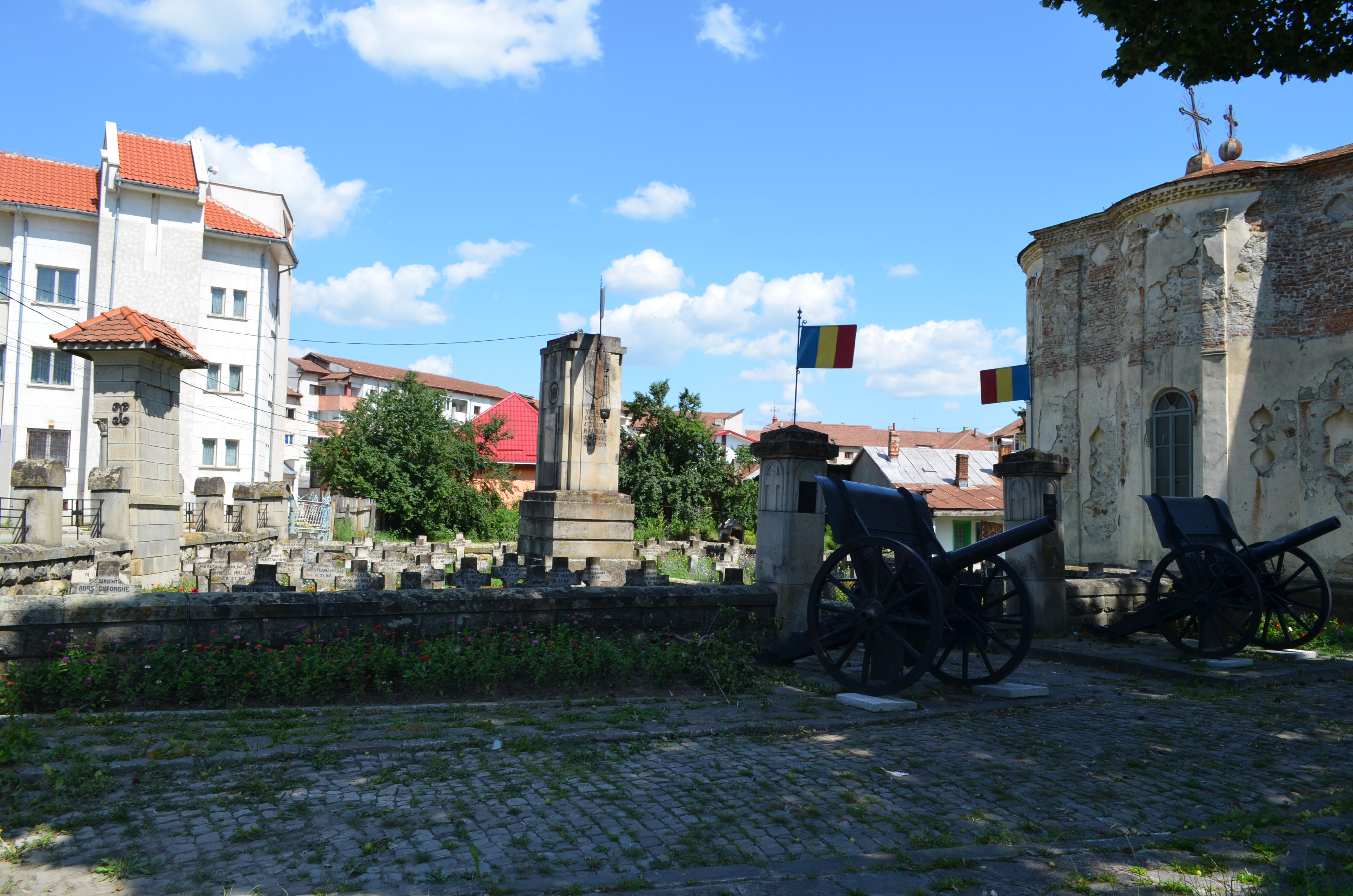
Vedere de ansamblu asupra monumentului și cimitirului eroilor.
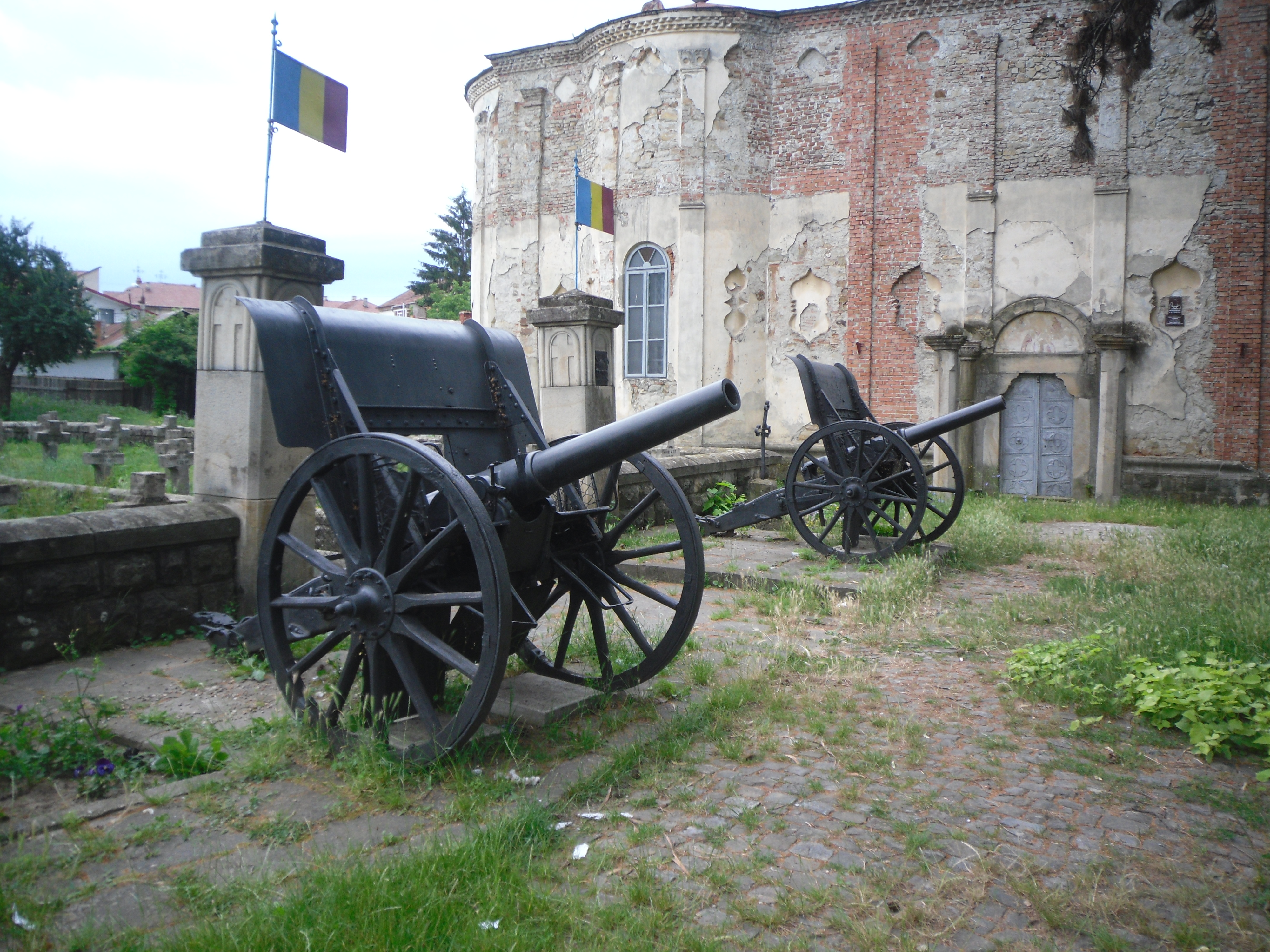
Tunurile Krupp de aproape